# Estadio Universidad Católica
Das Estadio Universidad Católica (deutsch Stadion Universidad Católica), auch bekannt als Estadio Reina Victoria (deutsch Reina-Victoria-Stadion) und Estadio Baquedano (deutsch Baquedano-Stadion), war das erste Stadion im Besitz der Club Deportivo Universidad Católica. Später wurde Católica Eigentümerin der Campos de Sports de Ñuñoa, die seit 1927 genutzt und 1935 per Urkunde formalisiert wurden, des Estadio Independencia und des Estadio San Carlos de Apoquindo. Die 1928 eingeweihte Sportanlage befand sich zwischen den Straßen Maestranza (heute Portugal) und Marcoleta, neben dem Pontificia Universidad Católica de Chile, der den Sportverein in seiner Amateurära vertrat.
Das Stadion wurde für verschiedene Sportarten genutzt. Es wurde als Trainingsplatz und für Amateurspiele der Fußballmannschaft genutzt; Boxabende, bei denen sogar eine lateinamerikanische Meisterschaft ausgetragen wurde, Reiten und Tennis.

## Geschichte

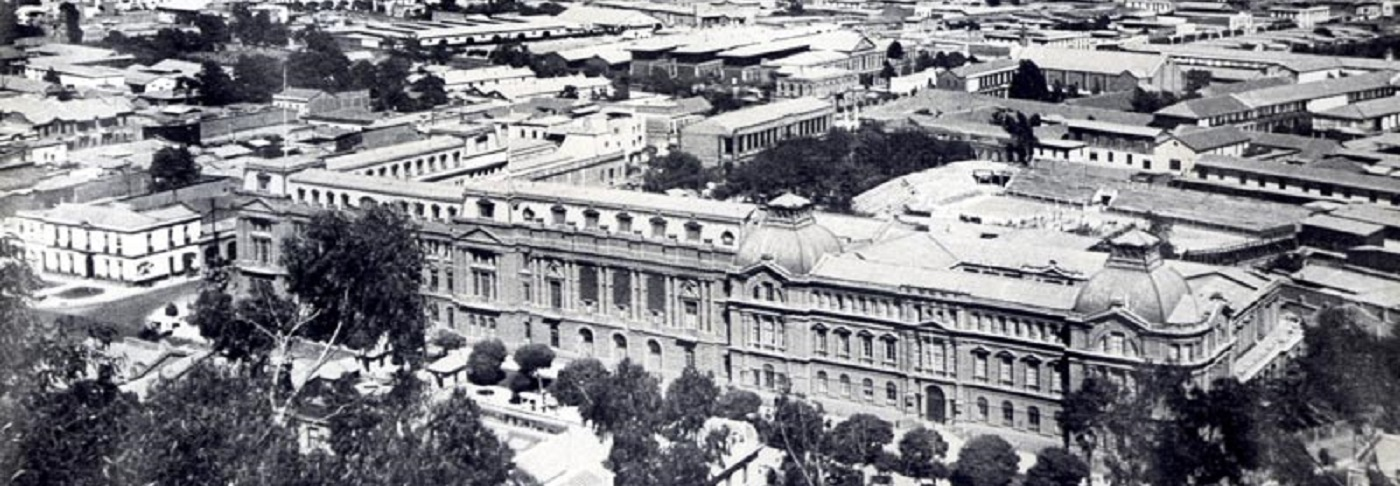
Blick auf das Hauptgebäude der PUC im Jahr 1934 und das darin errichtete Estadio Universidad Católica.

In den 1920er Jahren nutzten die Studenten der Pontificia Universidad Católica de Chile (PUC) das weitläufige Gelände ihres Hauptcampus, um verschiedene Sportarten auszuüben. Im Jahr 1927 veranstalteten Ingenieurstudenten im Rahmen des Universidad Católica Day ein Tennisturnier. Im selben Jahr legten die Studenten Rektor Carlos Casanueva eine Liste mit Forderungen vor, in denen sie den Bau eines Stadions und einer Turnhalle auf dem Campus forderten.
Am 30. August 1927 wurde erstmals der Club Deportivo Universidad Católica gegründet. Zuvor existierte er 1908 als Universidad Católica Football Club und 1925 als Centro Deportivo Universidad Católica. An diesem Tag wurde auch der Bau des Stadions und der Turnhalle angekündigt.

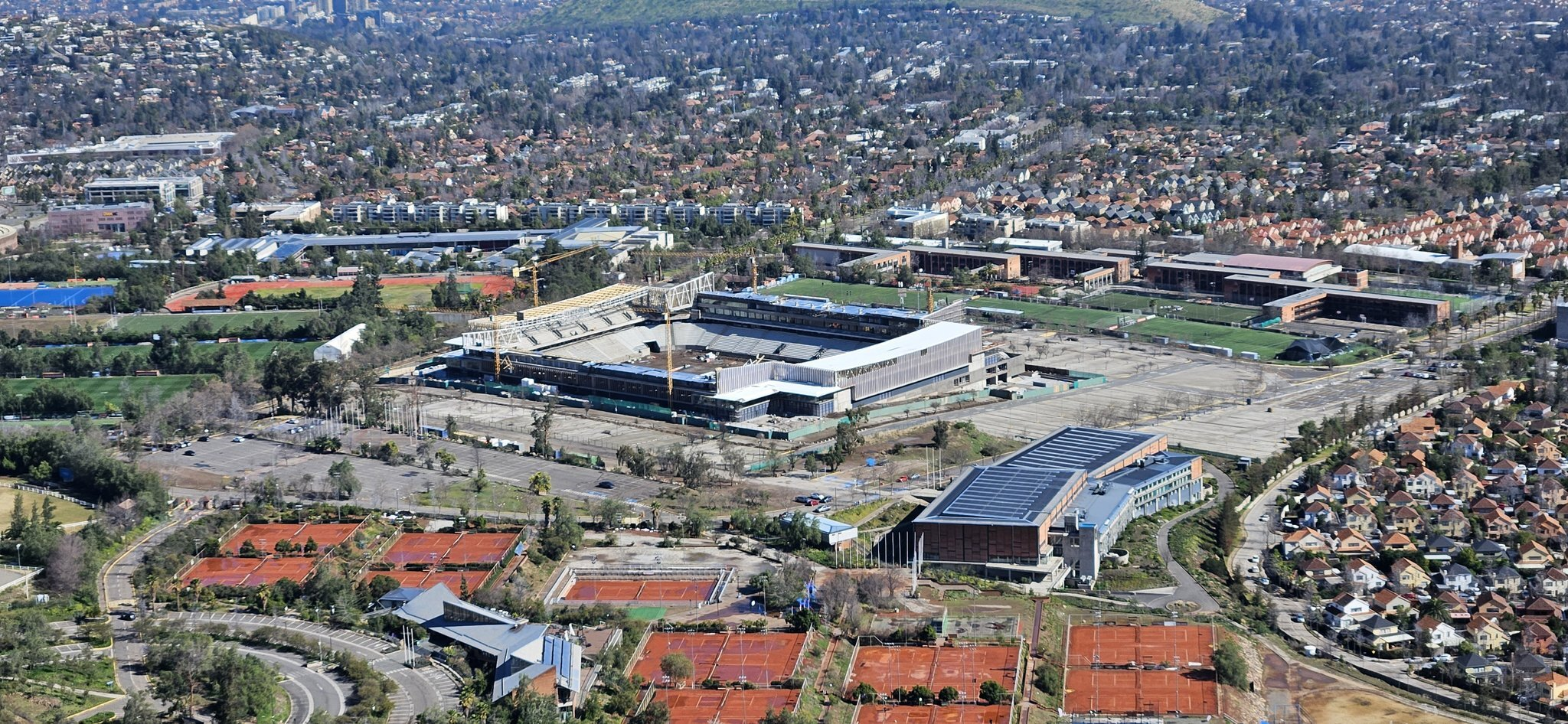
Derzeit verfügt die Universidad Católica über ein viertes Stadion, San Carlos de Apoquindo. Das Bild entspricht dem zwischen 2022 und 2025 durchgeführten Umbau.

Neben dem Estadio Universidad Católica war der Club Deportivo Universidad Católica seit 1927 Eigentümer des Campos de Sports de Ñuñoa, das bereits eine lange Geschichte im chilenischen Sport hatte; und das Estadio Independencia, eingeweiht am 12. Oktober 1945. Am 4. September 1988 weihte die Universidad Católica das Estadio San Carlos de Apoquindo ein, das sich im Universidad Católica Sports Complex befindet.

### Estadio Baquedano und Reina Victoria
Von 1928 bis in die frühen 1930er Jahre wurde der Sportkomplex im Rahmen einer Konzession mit dem Unternehmen Ratinoff y Cía geteilt. Nachdem auf dem Fußballfeld ein Ring für Boxkämpfe aufgestellt und Tribünen für Zuschauer gebaut worden waren, wurde es am 1. Dezember 1928 als Estadio Baquedano eingeweiht. Im Oktober 1929 erhielt es aufgrund der guten Geschäftsbeziehungen von Alfredo Ratinoff zu einem damaligen Tabakunternehmen die Bezeichnungen Estadio Reina Victoria, Stadium Reina Victoria oder einfach Reina Victoria.